# NGC 6995
NGC 6995 (другое обозначение — CED 182C) — эмиссионная туманность в созвездии Лебедь. Является частью обширной туманности Вуаль (с северной стороны).
Этот объект входит в число перечисленных в оригинальной редакции «Нового общего каталога».